# Département de San Carlos (Mendoza)
Pour les articles homonymes, voir Département de San Carlos.
Le département de San Carlos est une des 18 subdivisions de la province de Mendoza, en Argentine. Son chef-lieu est la ville de San Carlos.

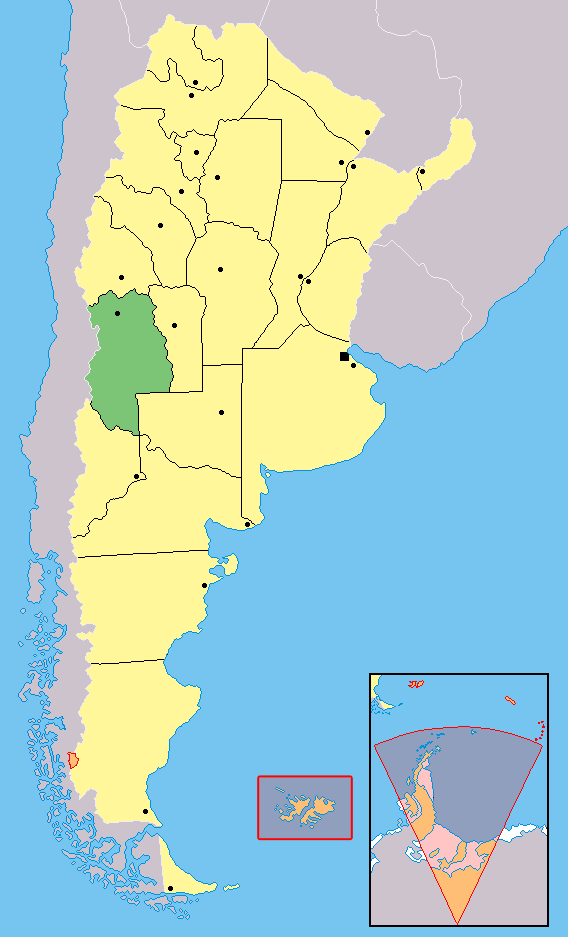
Localisation de la provincede Mendoza en Argentine

Il a une superficie de 11 578 km2 et comptait 28 341 habitants en 2001.